# Torre Genex
La torre Genex, in serbo cirillico Кула Генекс, Kula Geneks, è un grattacielo di 35 piani di Belgrado, Serbia, progettato nel 1977 da Mihajlo Mitrović in stile brutalista e terminato nel 1980.
Il grattacielo è formato da due torri unite da un ponte a due piani e da un ristorante girevole sul tetto. L'altezza è di 115 metri, con il ristorante 135-140 metri, ed è il secondo palazzo per altezza di Belgrado dopo la torre Ušće.
Il palazzo è stato ideato per assomigliare ad una grande porta della città per coloro che vi arrivino da ovest, ovvero dalla strada che porta dall'Aeroporto Nikola Tesla al centro di Belgrado.
La torre, il cui nome ufficiale è Western City Gate (in serbo cirillico Западна Капија Београда, Zapadna Kapija Beograda), ha preso il nome dal gruppo immobiliare e turistico Genex, e così viene chiamata dalla maggior parte dei belgradesi.
L'edificio è situato nel comune di Novi Beograd.

## Galleria d'immagini

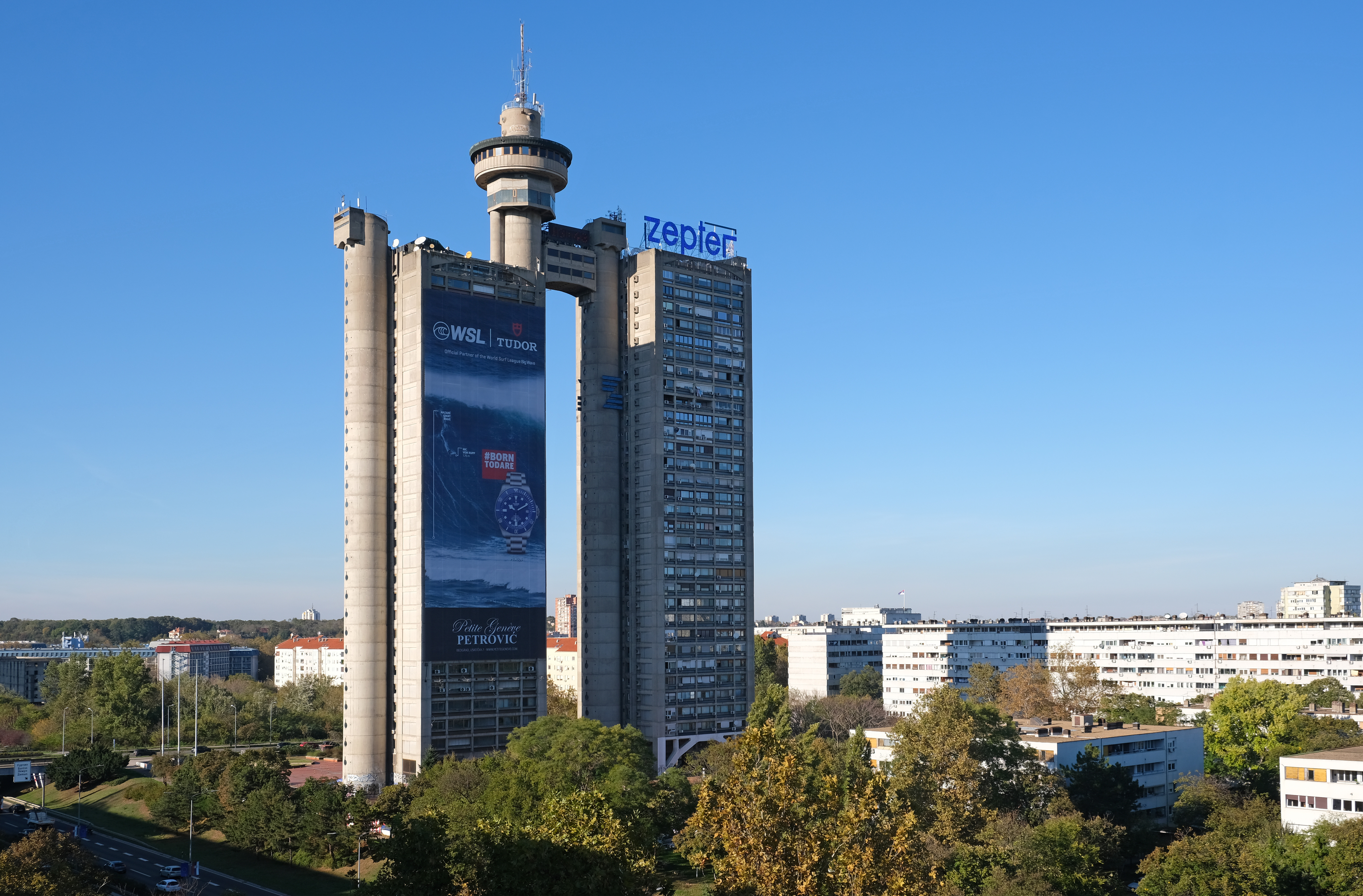
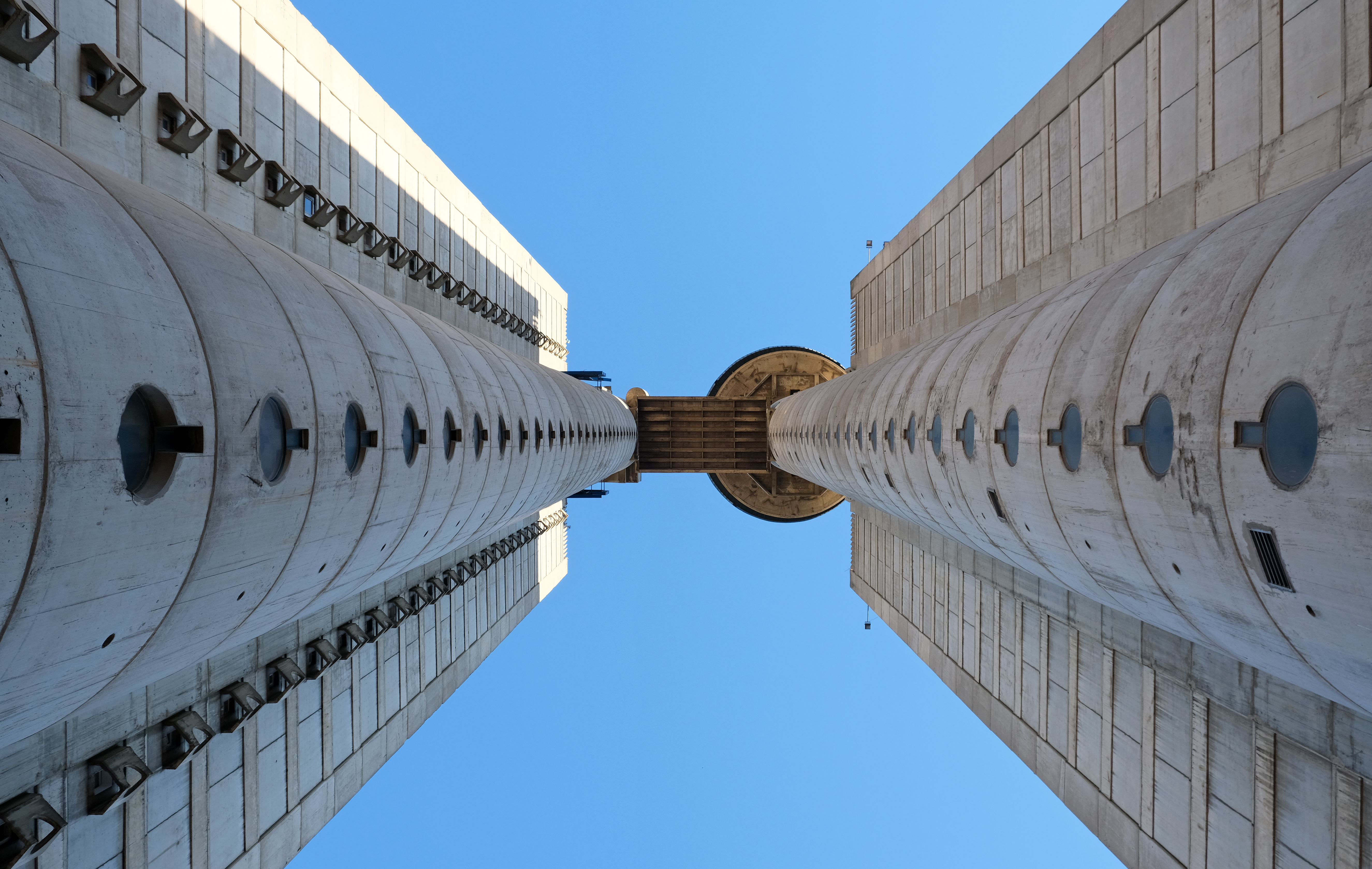
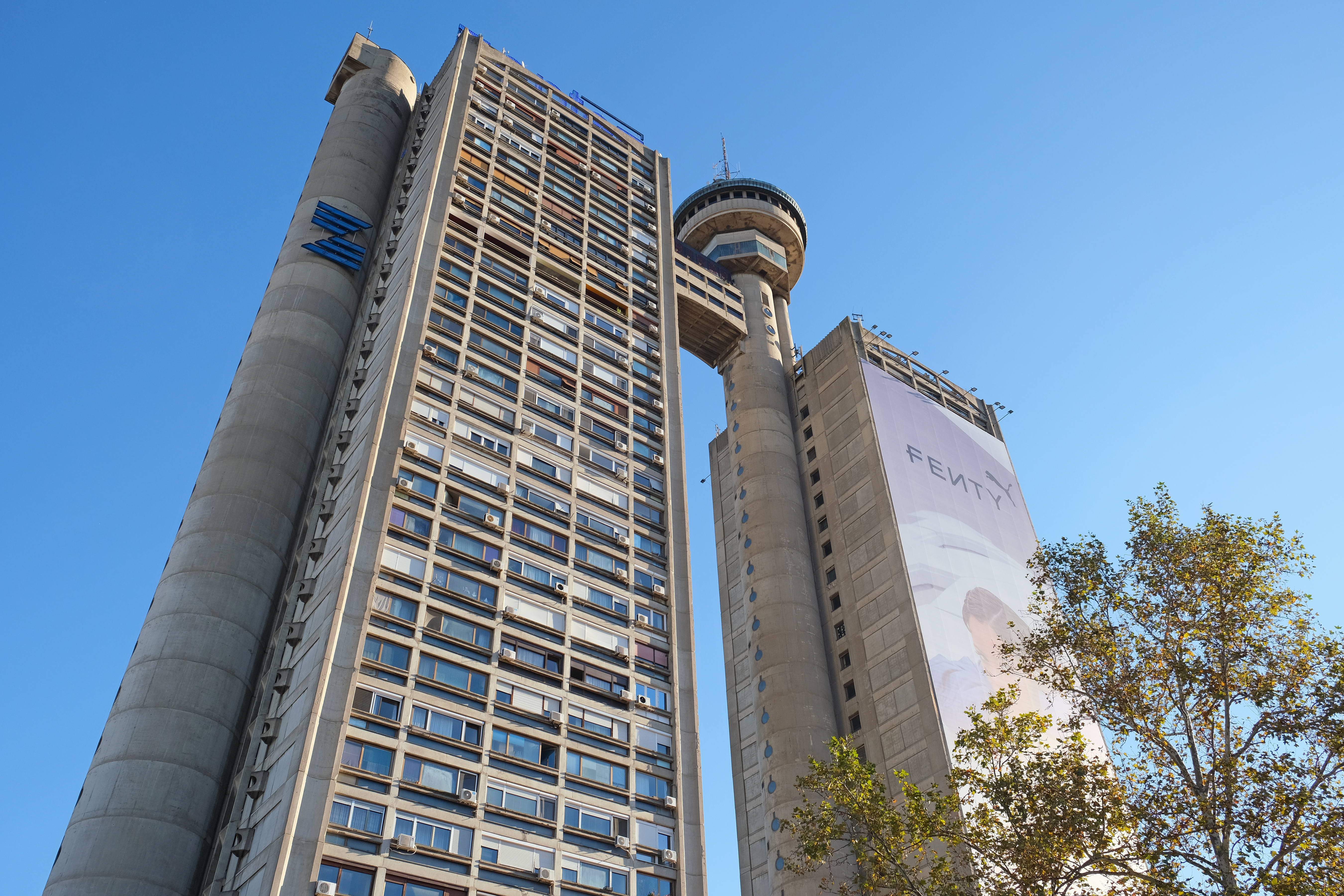
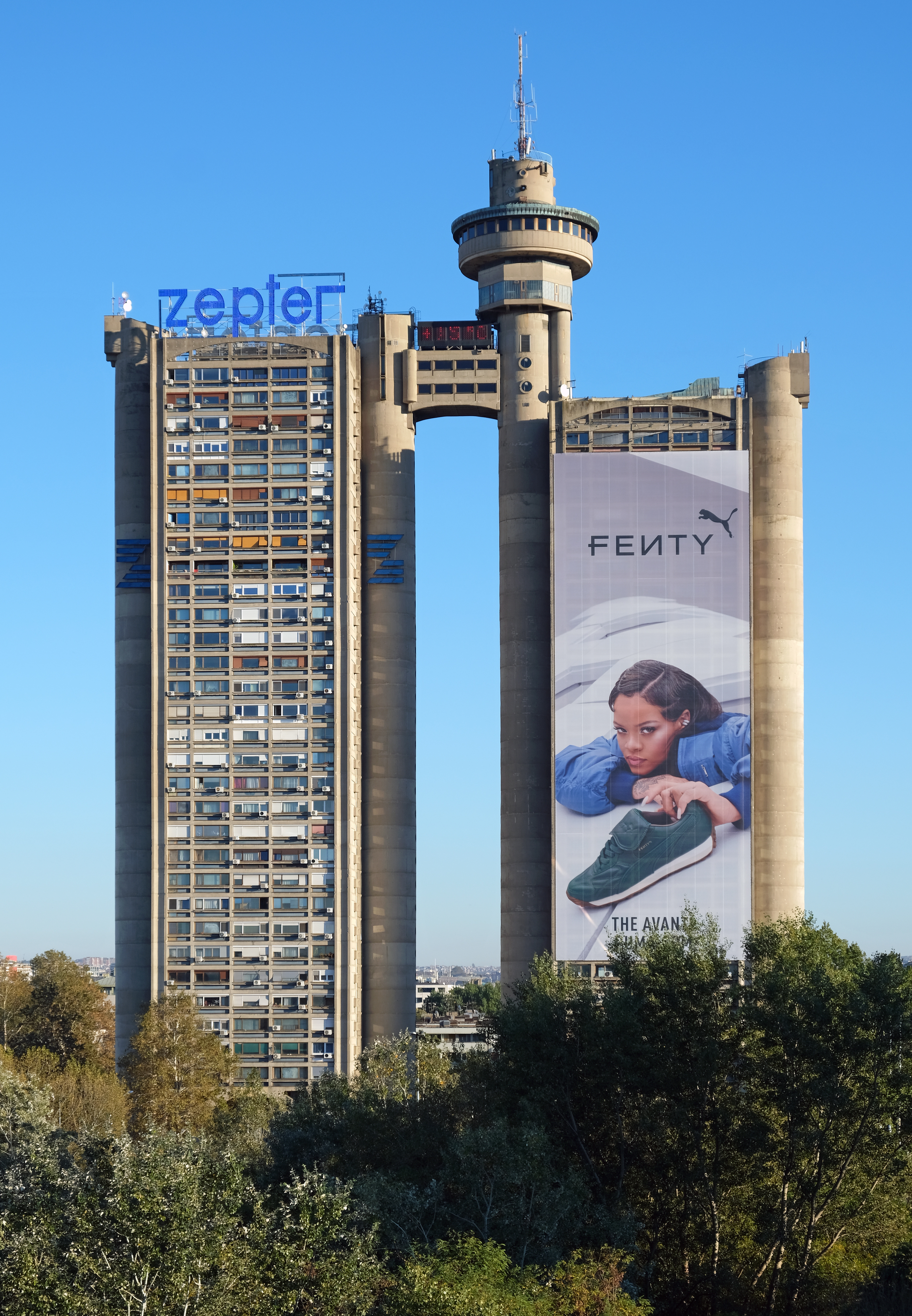